# Scorpiops calmonti
Espèce
Synonymes
- Alloscorpiops calmonti Lourenço, 2013

Scorpiops calmonti est une espèce de scorpions de la famille des Scorpiopidae.

## Distribution
Cette espèce est endémique de la province de Champassak au Laos. Elle se rencontre vers Pathoomphone.

## Description
La femelle holotype mesure 72,1 mm.

## Systématique et taxinomie
Cette espèce a été décrite sous le protonyme Alloscorpiops calmonti par Lourenço en 2013 dans le sous-genre Laoscorpiops, ce sous-genre a été placé en synonymie avec Alloscorpiops par Kovařík, Soleglad et Košulič en 2013. Elle est placée dans le genre Scorpiops par Kovařík, Lowe, Stockmann et Šťáhlavský en 2020.

## Étymologie
Cette espèce est nommée en l'honneur de Benjamin Calmont.

## Publication originale
- Lourenço, 2013 : « A new subgenus and species of Alloscorpiops Vachon, 1980 from Laos (Scorpiones, Euscorpiidae, Scorpiopinae); implications for the taxonomy of the group. » Comptes Rendus Biologies, vol. 336, no 1, p. 51–55.